# Nicolaas Bootsma
Nicolaas Antonius Bootsma (Enschede, 21 september 1927 − Heilig Landstichting, 5 september 2018) was een Nederlands historicus.

## Biografie
Bootsma promoveerde te Nijmegen in mei 1962 cum laude op De Hertog van Brunswijk, 1750-1759; zijn  promotor was prof. dr. Lodewijk Rogier (1894-1974). Het proefschrift werd zeer positief besproken en gold bij verschijnen als een van de belangrijkste boeken over het betreffende tijdperk, en over de hertog Lodewijk Ernst van Brunswijk-Lüneburg-Bevern (1718-1788). Bootsma publiceerde vervolgens over historische, maar ook 20e-eeuwse politiek, zoals 'Nederland op de conferentie van Washington, 1921-1922' (1978). Voorts publiceerde hij zowel over kolonialisme in de 19e als 20e eeuw. Gewaardeerd werd zijn publicatie uit 1986 over de invloed van Amerika op de Filipijnen. In 1987 stelde hij mede samen De laatste tijd. Geschiedschrijving over Nederland in de 20e eeuw waarin aandacht wordt gegeven aan de veranderde geschiedschrijving in de 20e eeuw. Hij publiceerde tevens over Nederland en zijn koloniën. Toen hij in 1988 afscheid nam van de Nijmeegse universiteit, werd hem een bundel opstellen aangeboden over zijn specialiteit. Hij bleef daarna echter nog publiceren, bijvoorbeeld over de geschiedenis van het Hulpfonds van de katholieke Universiteit Nijmegen. Een van zijn laatste publicaties was 'The recuperation of sovereign rights by Asian countries, circa 1870-1945. From capitulations to equal relations, the Dutch experience' uit 2005.
Dr. N.A. Bootsma overleed in 2018 op 90-jarige leeftijd.